# فرودگاه برست
فرودگاه برست (به انگلیسی: Brest Airport) یک فرودگاه همگانی با کد یاتا BQT است که یک باند فرود آسفالت دارد و طول باند آن ۲۶۲۰ متر است. این فرودگاه در شهر برست، بلاروس کشور بلاروس قرار دارد و در ارتفاع ۱۴۳ متری از سطح دریا واقع شده‌است.

## شرکت‌های هواپیمایی و مقصدهای پروازی
| شرکت‌های هواپیمایی | مقصدهای پروازی                              |
| ----------------- | ------------------------------------------- |
| بلاویا            | فصلی: خرابوروفو چارتر فصلی: آنتالیا, بورگاس |